# Dominique Joba
Dominique Joba (Fou un general francès de la Revolució i l'Imperi, nascut a Corny en Moselle i mort el 1809 durant el setge de Girona.

## Biografia
De la Guàrdia Valona a General de Brigada
Dominique Joba va néixer a Corny, poble de Trois-Évêchés. Enrolat a les guàrdies valones al servei d'Àustria, fou ascendit a ensenya el 1777, abans de servir a Silèsia. Va participar en el setge de Belgrad (1789).
Guàrdia Nacional del departament de Mosel·la, va ser ascendit a capità de la Legió del Nord el juliol de 1792. Ajudant general de brigada el novembre de 1793, va participar activament en la revolta de La Vendée. Va ser ascendit a general de brigada a l'exèrcit de la costa de Brest el 18 d'agost de 1794, va servir a l'exèrcit del Mosel·la, després a l'exèrcit del Rin i Mosel·la el 1795. va ser fet presoner el 1796, va reprendre el servei el gener de 1798, com a cap d'esquadres de gendarmeria. Adscrit a l'Exèrcit del Rin, va recuperar el seu grau de general de brigada el setembre de 1799. Va servir a Engen el maig de 1800, després a Ampfing i Hohenlinden el desembre de 1800.
Mort a Girona
Ascendit al grau de Comandant de la Legió d'Honor el 14 de juny de 1804, va ser destinat a l'exèrcit dels Pirineus Orientals el juliol de 1808. Després va servir a l'exèrcit d'Espanya, durant la guerra de la Península Ibèrica, i fou mort durant el setge de Girona el 6 de setembre de 1809.

## Família
És el besoncle del general Joseph Ernest Joba, l'intendent de Metz.

## Distincions
Comandant de la Legió d'Honor, 14 de juny de 1804.